# 背點若鰺
背點若鰺，又稱曳絲平鰺、雙線若鰺，俗名為甘仔魚，為輻鰭魚綱鱸形目鱸亞目鰺科的其中一個種。

## 命名及分類
背點若鰺首先由荷蘭魚類學家Pieter Bleeker在1851年根據從位於印度尼西亞爪哇島雅加達海域採集的標本進行科學描述和命名，他將這個新物種命名為Carangoides dinema，此分類目前仍被認為是正確的，儘管其他學者有時將該物種轉移到Caranx和Carangichthys屬。該物種於1908年由David Starr Jordan和Alvin Seale獨立改名，他們將Caranx deani這個名字應用於該物種。根據ICZN命名規則，後來的命名被認為是無效的，並且被稱為初級同義詞。

## 分布
本魚分布在印度西太平洋區，包括紅海、東非、馬達加斯加、模里西斯、斯里蘭卡、印度、安達曼群島、馬爾地夫、日本、台灣、中國沿海、菲律賓、印尼、越南、馬來西亞、澳洲、所羅門群島、密克羅尼西亞、諾魯、馬里亞納群島、馬紹爾群島、薩摩亞群島、復活節島、加拉巴哥群島、夏威夷群島、法屬波里尼西亞、新喀里多尼亞、美國加利福尼亞州、墨西哥、厄瓜多、巴拿馬的沿岸等海域。

## 深度
水深2至80公尺。

## 特徵
本魚上部藍綠色，腹部為銀白色。具有2個背鰭，第2背鰭基部有一排黑褐色矩形斑點，越後面斑點越大；尾鰭叉形，上葉淡黃色，臀鰭及胸鰭為白色。上下頷具有絨毛狀齒，鰓蓋後方有一黑斑，側線的弧形部叫直走部長；第二背鰭的基底稍下方有甚多小斑點，胸鰭的長度向後超過肛門少許；第二背鰭、臀鰭的第一~六軟條，向後延長成細絲狀。第一背鰭有硬棘8枚，第二背鰭有軟條17至18枚；臀鰭有硬棘2枚，軟條約17枚；稜鱗粗大者約23至25枚。最大可達53公分。

## 生態
本魚生活於近海沿岸礁石，肉食性，以甲殼類、小魚為食，生活習性不明。

## 經濟利用
美味的魚，清蒸最適合。